# أرسين لوبين ضد هرلوك شولمز
أرسين لوبين في مواجهة هرلوك شولمز، بالفرنسية Arsène Lupin contre Herlock Sholmès، مجموعة تضمن قصتين من تأليف موريس لوبلان، وهي المجموعة الثانية التي تظهر فيها شخصية لوبين، بعد المجموعة الأولى: أرسين لوبين اللص الظريف، التي انتهت بقصة تحت عنوان «هرلوك شولمز يصل متأخرا».
نشرت القصتين مجزاتين لأول مرة بدء من نوفمبر/تشرين الثاني 1906 في مجلة Je sais tout الفرنسية، قبل أن ينشرا مجمعتين في كتاب واحد في فبراير/شباط 1908 وقد حمل الكتاب مجموعة من التعديلات. نسخة أخرى من الكتاب ظهرت سنة 1914 وحملت هي الأخرى مجموعة من التعديلات.
هرلوك شولمز هو نسخة لشخصية آرثر كونان دويل، شرلوك هولمز الذي لاقت قصصه رواجا كبيرا في فرنسا بدء من عام 1902.

## الملخص

### القصة الأولى: السيدة الشقراءLa Dame blonde
يشتري السيد غاربوا مكتبا لابنته سوزان التي تسعد كثيرا به. يضع السيد غاربوا تذكرة يناصيب داخل المكتب، وبعد ساعات يكتشف أن المكتب قد سرق.
يفوز غاربوا في اليناصيب، لكن التذكرة موجودة في المكتب المسروق، يتضح فيما بعد أن أرسين لوبين هو من قام بسرقة المكتب، ويقترح صفقة على غاربوا: أن يرجع له المكتب وتذكرة اليناصيب شرط أن يقتسم معه جائزة اليناصيب، الأمر الذي يرفضه هذا الأخير. وليزيد الضعط على غاربوا، يقوم لوبين بخطف سوازن. في نفس الوقت يشاع خبر وفاة السيد أوتراك، ويتواجد هرلوك شولمز المحقق البريطاني الشهير بفرنسا للتحقيق في الحادثة، فتقع مواجهة بين لوبين وشولمز.

#### فصول القصة:
1. الفصل الأول: رقم ٥١٤ - السلسلة ٢٣ (Le numéro 514-série 23)
2. الفصل الثاني: الجوهرة الزرقاء (L’histoire du diamant bleu)
3. الفصل الثالث: هيرلوك شولمز يعلن العداء (Herlock Sholmès ouvre les hostilités)
4. الفصل الرابع: ضوء في آخر النفق (Quelques lueurs dans les ténèbres)
5. الفصل الخامس: اختطاف (Un enlèvement)
6. الفصل السادس: الاعتقال الثاني لأرسين لوبين (La seconde arrestation d’Arsène Lupin)

### القصة الثانية: الشمعدان اليهوديLA LAMPE JUIVE
يتلقى شولمز رسالة من البارون إمبلفال، يطلب فيها المساعدة لاسترجاع شمعدان يهودي سرق منه. شولمز بدوره يتلقى رسالة من لوبين، يحذره فيها من التدخل في القضية، لكن هذا يزيد شولمز إصرار ويعزم على الذهاب إلى فرنسا رفقة مساعده ويلسون، وفور وصوله إلى فرنسا، يتلقى شولمز تحذيرا آخر ليبقى بعيدا عن القضية. يباشر المحقق البريطاني الشهير أعماله، ليكتشف في الأخير أن إمبلفال نفسه متآمر مع لوبين، وأنه لفق حادثة السرقة ليتمكن من تسديد ديون عالقة.

#### فصول القصة:
1. الفصل الأول Première partie
2. الفصل الثاني Deuxième partie

## الترجمة العربية

### ترجمات كاملة
- أرسين لوبين في مواجهة هيرلوك شولمز، ترجمة: د. باسم صابر ميخائيل، دار كلمات للنشر.
- أرسين لوبين يواجه هيرلوك شولمز، عصير الكتب للترجمة والنشر والتوزيع، ترجمة: سراج سراج، ٢٠٢٢.[2]
- أرسين لوبين يواجه شرلوك هولمز، دار الرواق للنشر، ترجمة خميلة الجندي، ٢٠٢١.[3]

### ترجمات متفرقة
- القصة الأولى: السيدة الشقراء The Blond Lady ترجمة للعربية ونشرت تحت عنوان «الجائزة الكبرى» من مكتبة المعروف.[4]

- القصة الثانية: الشمعدان اليهودي The Jewish Lamp هذه القصة تتكون من فصلين، حيث ترجمة للعربية تحت عنوان «سر المصباح» ونشرت مع مجموعة قصص أخرى تحت عنوان «السرقة العجيبة» من مكتبة معروف.[5]

## وصلات خارجية
باللغة الفرنسية
- قصة السيدة الشقراء للقراءة والتحميل مجانا.
- أرسين لوبين في مواجهة هرلوك شولمز، نص القصتين كاملا على ويكي مصدر.